# Jirón Cusco
El jirón Cusco es una calle del Damero de Pizarro en el centro histórico de Lima, capital del Perú. Se extiende de oeste a este a lo largo de 11 cuadras desde el jirón de la Unión hasta el jirón Huánuco en los Barrios Altos. Su trazo se prolonga al oeste por la avenida Emancipación. Además, en sus dos primeras cuadras tiene a un costado parte del corredor del Metropolitano.

## Recorrido
Se inicia en el jirón de la Unión.